# EPAM Systems
EPAM Systems — американская ИТ-компания со штаб-квартирой в Ньютауне, штат Пенсильвания, и с отделениями более чем в 40 странах мира. Основана в 1993 году американским бизнесменом белорусского происхождения Аркадием Добкиным. Является производителем заказного программного обеспечения, предоставляет также услуги по консалтингу. 
В Республике Беларусь является резидентом Парка высоких технологий.

## История
Компания EPAM была основана в 1993 году одноклассниками Аркадием Добкиным и Леонидом Лознером. Название компании происходило от «Effective Programming for America». Первые офисы были открыты в США и Беларуси. Позже были открыты офисы в Австрии, Австралии, Армении, Болгарии, Великобритании, Венгрии, Германии, Индии, Ирландии, Казахстане, Канаде, Китае, Мексике, Нидерландах, ОАЭ, Польше, России, Сингапуре, Украине, Узбекистане, Чехии, Швеции, Швейцарии.
В 2021 году EPAM Systems заняла 1804 место в списке Forbes Global 2000 и была включена в S&P 500.

### Первичное размещение акций
25 января 2012 года компания объявила о начале подготовки к IPO на Нью-Йоркской фондовой бирже. Как говорилось в сообщении компании, крупнейший пакет акций EPAM Systems могут продать фонды, аффилированные с инвесткомпанией Siguler Guff & Co: после IPO они уменьшат долю в EPAM Systems с 52,5 % до 41,2 %. Основатель и генеральный директор Аркадий Добкин рассчитывал продать 2 % акций компании. Всего акционеры EPAM Systems предполагали разместить до 14 % акций компании. Ещё 3,6 % акций допэмиссии, как планировалось, продаст сама компания, и объём размещения составит 17,7 % на $133,2 млн.
IPO состоялось 8 февраля и было оценено аналитиками как неудачное. В ходе размещения было продано 6 млн акций (14,7 % увеличенного капитала) за $72 млн, или $12 за бумагу (при этом ранее EPAM объявляла ценовой коридор в $16–18 за бумагу). 33 % проданных акций — дополнительная эмиссия. В соответствии с оценкой на IPO стоимость всей компании составила $488 млн. По мнению экспертов, проблема оказалась не в бизнесе EPAM, а в непростой ситуации на рынках, особенно в Европе.
Всего через 2 года, в июне 2014, капитализация компании выросла более чем в четыре раза и составила $2,14 млрд. Капитализация EPAM в январе 2022 составила $36,4 млрд.

### Приобретения и поглощения
В марте 2004 года EPAM приобрела компанию Fathom Technology в Венгрии, а в сентябре 2006 VDI в России, образовав единую компанию под именем EPAM Systems со штатом сотрудников в 2200 человек.
В 2012 году компания совершает ряд приобретений на северо-американском рынке, в числе которых канадская компания Thoughtcorp и крупный поставщик услуг по разработке цифровых стратегий и организации многоканального взаимодействия Empathy Lab.
В 2014 году EPAM приобрела китайскую ИТ-компанию Jointech (Joint Technology Development Limited), за счёт чего, как следует из пресс-релиза EPAM, расширила свои возможности в Азиатско-Тихоокеанском регионе и купила американского поставщика услуг для здравоохранения и медико-биологического сектора GGA Software Services.
В 2015 EPAM Systems поглотил американские компании: NavigationArts, специализирующуюся на цифровом консалтинге и дизайне, а также Alliance Global Services, которая специализируется на выпуске ПО и решений для автоматизированного тестирования. В связи с этим приобретением руководство EPAM Systems пересмотрело прогноз по выручке в сторону увеличения, ожидая её на уровне не ниже 905 млн долларов в 2015 году против 730 млн годом ранее.
В 2016 году EPAM поглотила китайскую компанию Dextrys, со штатом в 400 сотрудников.
В 2018 году EPAM поглотила американскую компанию Continuum, со штатом более 150 человек, а также цифровое агентство TH_NK, входящее в топ-100 цифровых агентств Великобритании.
В 2019 году к компании присоединились Competentum, test IO и NAYA Technologies с дочерней компанией NAYA Tech.

### Показатели деятельности
|      | Выручка            | Чистая прибыль                                                   |
| ---- | ------------------ | ---------------------------------------------------------------- |
| 2014 | 730,0 млн долларов | 18,4 млн долларов                                                |
| 2015 | 914,1 млн долларов | 84,5 млн долларов                                                |
| 2016 | 1,16 млрд долларов | 99,3 млн долларов                                                |
| 2017 | 1,45 млрд долларов | 72,76 млн долларов при операционной прибыли в 172,9 млн долларов |
| 2018 | 1,84 млрд долларов | 240,3 млн долларов                                               |
| 2019 | 2,29 млрд долларов | 261 млн долларов                                                 |
| 2020 | 2,66 млрд долларов | 327,1 млн долларов                                               |
| 2021 | 3,76 млрд долларов | 482,6 млн долларов                                               |

### Уход из России
4 марта 2022 года в связи c началом Вторжения России в Украину, EPAM Systems объявила о прекращении обслуживания клиентов в Российской Федерации и закрытии российского офиса, большинству сотрудников было предложено релоцироваться за счёт компании в другие страны.

## Деятельность
- ИТ-консалтинг
- Разработка программного обеспечения
- Интеграция приложений
- Портирование и миграция приложений
- Тестирование программного обеспечения
- Создание выделенных центров разработки на базе EPAM Systems
- Разработка цифровых стратегий

## Корпоративная социальная ответственность
В 2019 году образовательные программы EPAM были удостоены награды Global SDG Award в номинации «Качественное образование»; компания также получила награду CEE Shared Services в номинации «Лучшее сотрудничество университетов и бизнеса» за программу EPAM University в Беларуси.

## Признание
В 2013 году компания вошла в списки Forbes «25 самых быстрорастущих технологических компаний Америки» и «20 самых быстрорастущих технологических звёзд Америки»
По данным «Коммерсанта», по итогам 2013 года EPAM Systems занимает 10-е место в общем списке крупнейших ИТ-компаний России, 1-е место в списке разработчиков программного обеспечения, а также 7-е место в рейтинге крупнейших консультационных компаний России.
По данным рейтингового агентства «Эксперт РА» по итогам 2013 года компания возглавляет список ведущих разработчиков программного обеспечения, занимает 8-е место в рейтинге «Российский консалтинг» и 10-е место в рейтинге крупнейших российских компаний в области ИКТ.
В 2014 году EPAM названа лидером в отчёте «The Forrester Wave: Software Product Development Services, Q1 2014». По мнению Forrester, «EPAM опередила всех других поставщиков по продвижению инноваций и содействию в создании новых инновационных продуктов».
В 2015 году Forrester в своём исследовании выделил EPAM как одного из ключевых мировых поставщиков услуг в области Agile. Эксперты агентства особо отметили серьёзные усилия компании по развитию Agile-тренингов, практик и инструментов.
Также 2015 году, в рейтинге «Коммерсанта» EPAM возглавляет список разработчиков ПО в России и входит в Топ-5 компаний российского ИТ-рынка, а также занимает 6-е место среди крупнейших консультационных компаний в России
По итогам 2016 года EPAM занял 3-е место в рейтинге CNews «Крупнейшие ИТ-компании России 2016», а также 1-е место среди разработчиков ПО в рейтинге РБК+ российских ИТ-компаний (3-е место в общем списке).
В 2016 году EPAM вошёл в TOP-50 списка CRN «2016 Solution Provider 500».
В 2017 году EPAM снова включен в ежегодный рейтинг Forbes «25 самых быстрорастущих публичных технологических компаний Америки».
Также в 2017 EPAM вошёл в список IAOP «The Global Outsourcing 100».
В 2018 году компания стала обладателем награды MediaPost Appy Award в категории «Путешествия и туризм», а также заняла 14 место в мировом рейтинге компаний, активно участвующих в Open Source проектах на GitHub.
В 2019 EPAM был удостоен награды BIG Innovation Awards за разработку продукта TelescopeAI, стал победителем международного конкурса The Global SDG Awards в номинации «Качественное образование», 12 сотрудников компании были признаны Sitecore Most Valuable Professionals (MVPs); компания также вошла в список 100 значимых компаний в сфере управления знаниями, опубликованный журналом KMWorld Magazine.
В 2021 EPAM Systems совместно с Mars Incorporated были объявлены победителями в номинации «Leader of the Pack: Retail» премии «Acquia Engage Award 2021». Наградами в данной номинации отмечаются цифровые решения и продукты, отличающиеся высоким уровнем функциональности, интеграции, производительности и удобства для пользователя.